# 日本ペットフード
日本ペットフード株式会社（にっぽんペットフード）は日本のペットフードメーカー。

## 概要
1963年12月、配合飼料大手の協同飼料株式会社を母体に設立される。
創業者の大津正二は、アメリカ合衆国でペットフードが成長産業になっていることに着目していた。1959年、懇意にしていた牧場主から「うちの犬はチックフード（協同飼料のヒヨコ用の配合飼料）を食べるんです。」と聞いた大津正二は、犬専用フードが求められるに違いないと確信し、ドッグフードの開発に着手。1960年に「ビタワン」が誕生した。それを1963年に日本ペットフードが引き継いで販売をしている。以後、ネコ、金魚などの飼料を販売し、日本最大手のペットフードメーカーとして成長を遂げている。
1972年、静岡県磐田郡浅羽町（現・袋井市）に自前のペットフード専用工場である静岡工場を開設。1999年より研究所も工場に併設して、研究開発と生産の体制充実を図っている。
なお研究所は1956年に協同飼料の研究所として神奈川県横浜市保土ケ谷区権太坂一丁目（神奈川県立光陵高等学校の隣）に設立され、1999年に現在地に移転するまで東海道線の車窓から見ることもできた（協同飼料の研究拠点は1996年に移転）。
2014年3月、協同飼料は保有する株式（所有割合40%）の一部を譲渡（譲渡後の所有割合は5%）したため、協同飼料の持分法適用関連会社ではなくなった。

## 主な商品
- ビューティープロ
- コンボ / コンボピュア
- ラシーネ
- ビタワン（ドッグフード）
- ミミー（キャットフード）
- スイミー（鯉用餌料）
- チャーミー（熱帯魚用餌料）
- エンゼル（金魚用餌料）

鯉用の餌はかつて吉田飼料から発売されており、『ドラえもん』等藤子不二雄作品などのテレビ朝日系列放送のテレビアニメや、『おそ松くん』や『平成天才バカボン』などのフジテレビ系列放送に長年協賛しCMを放映した。

## スポンサー番組
過去
- 金曜おもしろバラエティ（フジテレビ系） 複数社提供。
- ビッグモーニング（TBSテレビ系） ※隔日。
- 世界のペットたち（テレビ東京系） ※一社提供。
- 世界ペット紀行（名古屋テレビ制作・テレビ朝日系） ※一社提供。など